# 月桔孔粉蝨
月桔孔粉蝨（学名：Dialeuropora murrayae）为粉蝨科孔粉蝨屬下的一个种。